# Silver Star (Amtrak)

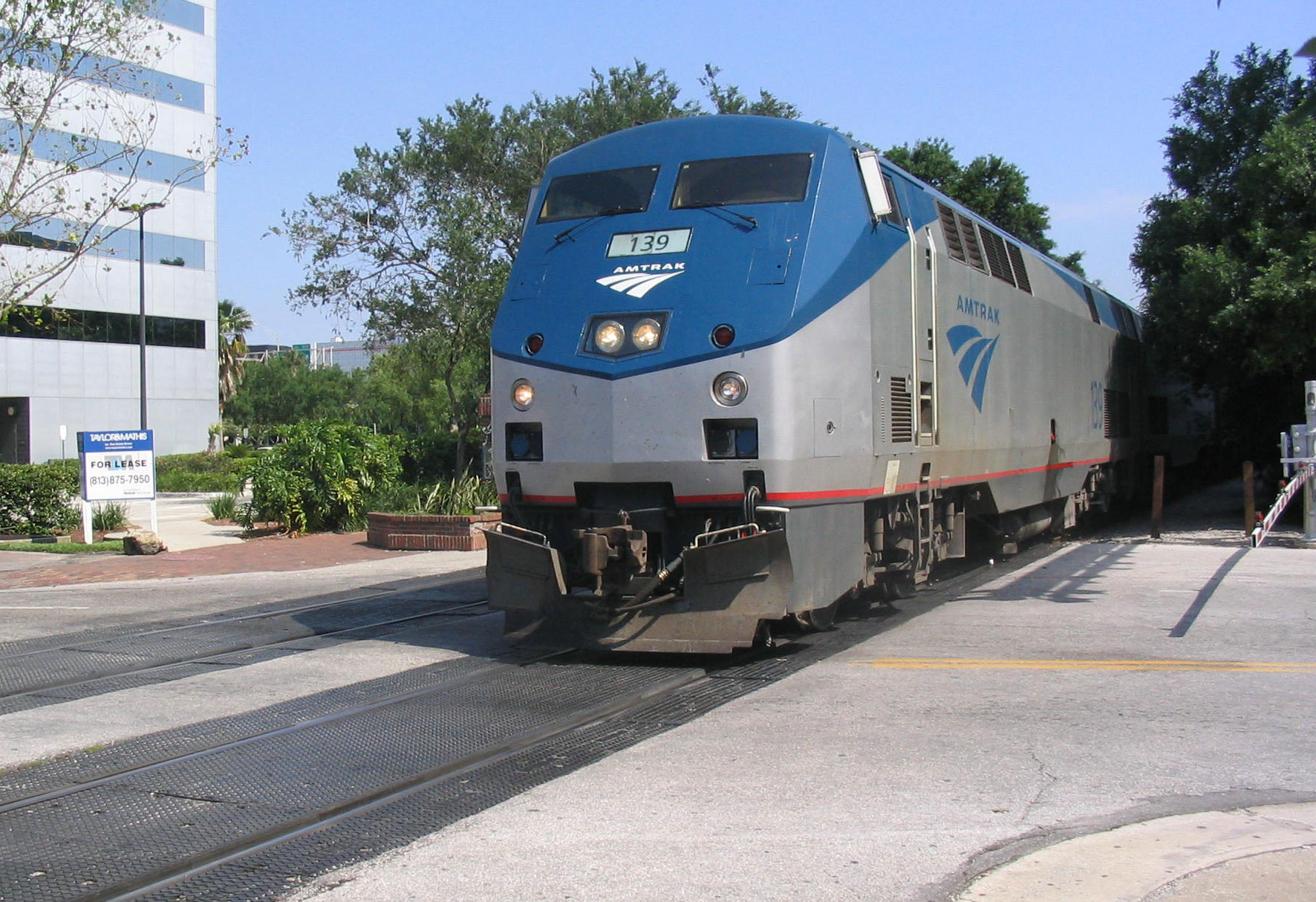
De Silver Star in de binnenstad van Orlando

De Silver Star is een passagierstreinroute van de Amerikaanse spoorwegmaatschappij Amtrak. De route is 2449 km lang en loopt van New York naar Miami. De Silver Star deelt grotendeels het spoor met de Silver Meteor die een directere route rijdt dan de Silver Star.

## Samenstelling van de trein
De trein bestaat uit de volgende samenstellingen:
- ACS-64 locomotief (New York-Washington D.C.)
- P42DC of ALC-42 (Washington D.C.-Miami)
- P42DC of ALC-42 (Washington D.C.-Miami)
- Amfleet II-coach
- Amfleet II-coach
- Amfleet II-coach
- Amfleet II-café
- Viewliner II restaurantwagen
- Viewliner I slaapwagen
- Viewliner II slaapwagen
- Viewliner II bagagewagen

## Stations
De Silver Star stopt op de volgende stations:
- New York
- Newark
- Trenton
- Philadelphia
- Wilmington
- Baltimore
- Washington D.C.
- Alexandria
- Richmond Staples Mill Road
- Petersburg
- Rocky Mount
- Raleigh
- Cary
- Southern Pines
- Hamlet
- Camden
- Columbia
- Denmark
- Savannah
- Jacksonville
- Palatka
- DeLand
- Winter Park
- Orlando
- Kissimmee
- Lakeland (alleen van/naar het noorden)
- Tampa
- Lakeland (alleen van/naar het zuiden)
- Winter Haven
- Sebring
- Okeechobee
- West Palm Beach
- Delray Beach
- Deerfield Beach
- Fort Lauderdale
- Hollywood
- Miami